# KV3
KV3 es una tumba egipcia del llamado Valle de los Reyes, situado en la orilla oeste del Nilo, a la altura de la moderna ciudad de Luxor. Perteneció a un hijo del faraón Ramsés III cuyo nombre aún no se ha descubierto.

## Marco histórico
La tumba n.º 3 del Valle de los Reyes es un híbrido perfecto entre una tumba real y una tumba de noble, lo que indica la importancia que debió tener este príncipe durante la época. Su padre, el faraón Ramsés III, gobernó de 1184 a. C. a 1153 a. C., aproximadamente, y es considerado el último gran monarca egipcio. Casi 31 años de gobierno haciendo frente a una invasión extranjera, largas sequías y alguna intriga política tuvieron un desastroso final al ser el propio faraón víctima de un complot orquestado por una de sus esposas, un príncipe y numerosos funcionarios. Incluso había magia negra -muy temida por los egipcios de entonces- de por medio; por eso no es de extrañar que el castigo fuera ejemplar, y más aún pensando que es muy probable que Ramsés III no sobreviviese al atentado contra su vida.
Este gesto no es más que un signo de la situación en la que se encontraba el país. Incluso los constructores de tumbas reales sufrían la carestía: ellos organizaron la primera huelga conocida de la Historia de la Humanidad, y se negaron a continuar trabajando hasta que no se les dieran los pagos atrasados y se mejorasen sus situaciones y su material de trabajo.

## Situación
Emplazada en el norte del Valle de los Reyes, enfrente de KV2 y justo al lado de KV46 (se cree que durante su construcción se redescubrió esta última tumba, con la consiguiente entrada -esta vez fallida- de ladrones de tumbas), KV3 presenta el mismo perfil que el resto de tumbas de la época. Pese a no pertenecer a ningún faraón, es de una longitud envidiable, mucho mayor que la mayoría de las tumbas de reinas, príncipes o nobles, por lo que podríamos decir que estamos a medio camino de una tumba real de la época ramésida.
El lugar consta de las siguientes estancias, bien delimitadas: el corredor de entrada (A), un pasillo descendiente (B) con dos cámaras anexas (Ba y Bb), y una antecámara de pilares (F), también con dos habitaciones subsidiarias (Fa y Fb). Tras ellas hay tres habitaciones más (G, H y J), aunque ninguna de ellas parece haber albergado el cuerpo del fallecido. Es más, esta información y el dato de que las habitaciones Ba y Fa (ambas a la izquierda del eje central) estén inconclusas ha hecho pensar que la tumba no llegó a ser utilizada.

## Decoración
Aunque sabemos por los escritos de Lepsius que en la década de 1840 aún existían restos de pintura en la mayoría de las habitaciones, en la actualidad apenas quedan restos en el corredor B y a la entrada de la cámara F, aunque está en muy mal estado de conservación y casi no quedan huellas.
Lo poco que aún se puede descifrar forma parte de la Letanía de Ra, un texto funerario muy frecuente durante las dinastías XIX y XX. También quedan algunos fragmentos de representaciones del ocupante de la tumba acompañado de alguna deida o incluso del propio Ramsés III. En ningún caso ha permanecido el nombre de este misterioso príncipe.

## Excavación
Conocida desde la Antigüedad, KV3 estuvo ocupada por coptos, y se piensa que llegó a ser una capilla en época bizantina. Al estar casi completamente descombrada y desnuda de información, no ha despertado mucho interés y ha permanecido casi completamente ignorada durante siglos y siglos. Sin contar con labores de limpieza que realizaron Ayrton y Quibell cerca de la entrada, sólo ha sido excavada y analizada con profundidad en 1912 por Harry Burton, dirigido a su vez por Theodore Davis. No se descubrió nada, a excepción de unos pocos restos de vasija.

## ¿Quién fue su ocupante?
Un ostrakon escrito en hierático y conservado hoy en Berlín afirma que en el año 28 del reinado de Ramsés III se envió a un escuadrón de obreros destinados a «encontrar la [tumba] de un hijo real de Su Majestad», lo que nos indica que por entonces probablemente el proyecto ya había sido abandonado o al menos pospuesto.
Ahora bien, ¿llegó a ser ocupada? Y de ser así, ¿por quién? La ausencia de un gran sarcófago de piedra puede explicarse por el hecho de que el enterramiento no pertenecía a un faraón, pero ninguna de las habitaciones de KV3 parece ser idónea para albergar un sarcófago, sobre todo por sus dimensiones. Quizás el príncipe o su padre decidieran construir una tumba nueva en el Valle de las Reinas, donde se han encontrado muchos otros enterramientos de hijos de Ramsés III.
De no haber sucedido así, ¿qué príncipe real gozó de tanta importancia como para hacerse construir una tumba en el Valle de los Reyes? Algunos piensan que el candidato ideal sería el príncipe Pentaur, el cerebro del complot con el que acabaría de forma brusca y ruidosa el reinado de Ramsés III, pero esta hipótesis no se basa en ninguna prueba sólida. Otra teoría es que su propietario no fuera otro más que el futuro Ramsés IV, que al ser investido con el nuevo cargo decidiera construir un nuevo enterramiento más acorde con su dignidad real. Ante la falta de datos, no queda más que conjeturar.